# Donja Meka Gruda
Donja Meka Gruda je naselje v občini Bileća, Bosna in Hercegovina. 

## Deli naselja
Blizanac, Čanjev Do, Donja Meka Gruda, Dužica, Milovići, Pod Planik in Rosulje.

## Prebivalstvo
| Pregled števila prebivalcev po letih | Pregled števila prebivalcev po letih | Pregled števila prebivalcev po letih | Pregled števila prebivalcev po letih | Pregled števila prebivalcev po letih | Pregled števila prebivalcev po letih |
| ------------------------------------ | ------------------------------------ | ------------------------------------ | ------------------------------------ | ------------------------------------ | ------------------------------------ |
| 1948                                 | 1953                                 | 1961                                 | 1971                                 | 1981                                 | 1991                                 |
| -                                    | -                                    | -                                    | 234                                  | 233                                  | 142                                  |

| Narodna sestava prebivalstva po letih                                                                                      | Narodna sestava prebivalstva po letih                                                                                      | Narodna sestava prebivalstva po letih                                                                                      |
| --- | --- | --- |
| 1971 | 1981 | 1991 |
| . skupaj: 234 Srbi 231 (98,71 %) Muslimani 3 (1,28 %) Hrvati 0 (0,00 %) Jugoslovani 0 (0,00 %) drugi in neznano 0 (0,00 %) | . skupaj: 233 Srbi 229 (98,28 %) Hrvati 0 (0,00 %) Muslimani 0 (0,00 %) Jugoslovani 0 (0,00 %) drugi in neznano 4 (1,71 %) | . skupaj: 142 Srbi 138 (97,18 %) Hrvati 0 (0,00 %) Muslimani 0 (0,00 %) Jugoslovani 3 (2,11 %) drugi in neznano 1 (0,70 %) |